# Lâu đài sói
Wolf Hall (tiếng Việt: "Đại sảnh sói" hoặc "Lâu đài sói") là cuốn tiểu thuyết nổi tiếng của tiểu thuyết gia Hilary Mantel, cuốn đầu tiên trong bộ 3 tiểu thuyết dự tính của nữ tác giả, tiếp theo là Bring Up the Bodies và The Mirror and the Light, lấy Thomas Cromwell làm trọng tâm. Đây là cuốn tiểu thuyết khắc họa một giai đoạn nổi tiếng trong lịch sử nước Anh, đó là triều đại của nhà Tudor dưới thời Henry VIII. Nhân vật chính của tác phẩm là Thomas Cromwell, một luật sư và nhà đề xướng, một trong trong những nhân vật nổi tiếng nhất của thời đại này.
Với phong cách viết đi thẳng vào cốt truyện rất ấn tượng, Hilary Mantel đã khắc họa thành công một Thomas Cromwell đầy đủ lòng tham vọng, sự khôn khéo, sự mềm dẻo và cả sự khôn ngoan. Việc Quốc vương Henry VIII ly dị với người vợ là Catalina của Aragón để cưới Anne Boleyn được khắc họa trọn vẹn qua cái nhìn sắc sảo của Cromwell.
Tác phẩm Đại sảnh sói là tác phẩm được tặng cả Giải thưởng Booker và Giải thưởng của Giới phê bình Sách quốc gia. Tổ chức Observer đã xếp nó vào vị trí thứ hai sau cuốn Chiến tranh và hòa bình của Lev Tolstoy trong danh sách "10 cuốn tiểu thuyết lịch sử hay nhất mọi thời đại" vào năm 2012. Được biết tác giả đã dành ra 5 năm để nghiên cứu và viết nên cuốn tiểu thuyết.

## Bối cảnh
Sinh ra trong một gia đình làm nghề lao động, Thomas Cromwell cố gắng dần trở thành cánh tay phải đắc lực của Hồng y Thomas Wolsey, cố vấn của Quốc vương Henry VIII. Sau thất bại trong việc sắp đặt, dàn dựng hủy bỏ hôn nhân với Catalina của Aragón, Thomas Wolsey bị Quốc vương khai trừ, và Thomas Cromwell bằng tham vọng cũng như tài năng thay thế Wolsey trở thành cận thần được tín nhiệm của nhà vua.
Chính Thomas Cromwell tham gia vào sự đổi vận của nước Anh khi ấy. Chứng kiến nhà vua vì để hủy bỏ hôn nhân với Catherine xứ Aragon để cưới Anne Boleyn mà ly khai với Giáo hội Công giáo La Mã, thành lập Giáo hội Anh và khiến lịch sử nước Anh thay đổi vĩnh viễn.

## Nhân vật
Tác phẩm có một lượng lớn nhân vật lịch sử, được tiểu thuyết hóa nhằm phục vụ cho yêu cầu cốt truyện. Ngoài Thomas Cromwell, cuốn tiểu thuyết còn đề cập đến những nhân vật đáng chú ý:
- Vua Henry: Quốc vương của nước Anh. Một người luôn trông ngóng vợ của mình sinh ra con trai, nổi tiếng với 6 cuộc hôn nhân trong cuộc đời mình.
- Catalina của Aragón: Vương hậu nước Anh, một vương nữ người Tây Ban Nha, vợ cả của Vua Henry. Bà bị nhà vua ly hôn do không thể sinh ra con trai.
- Anne Boleyn: từng là Thị tùng của Vương hậu Catherine, sau trở thành Vương hậu nước Anh. Một đồng minh, sau là kẻ thù của Thomas Cromwell. Để cưới Anne, Vua Henry tìm cách ly khai Giáo hội La Mã. Tuy nhiên cũng như Catherine, Anne chỉ sinh ra một người con gái duy nhất, Công chúa Elizabeth. Vua Henry cuối cùng xử tử Anne với tội danh loạn luân và ngoại tình.
- Stephen Gardiner: Giám mục Winchester, thư ký của Vua Henry.
- Vương nữ Mary: con gái cả của Vua Henry, mẹ là Vương hậu Catalina. Về sau trở thành Nữ vương Anh.
- Mary Boleyn: chị gái của Anne Boleyn, từng là tình nhân của Vua Henry.
- Thomas Boleyn: cha của Mary và Anne.
- Thomas Howard, Công tước xứ Norfolk: cậu của Anne Boleyn. Chính ông đã phán xử cháu gái Anne có tội.
- Jane Seymour: là Thị tùng của Anne Boleyn, sau trở thành vợ kế của Vua Henry.

## Tên gọi
Tên của tác phẩm được lấy từ tên của tòa lâu đài Wulfhall của gia đình Seymour tại Wiltshire. Đây là phiên tâm từ một câu thành ngữ tiếng Latinh cổ ["Homo homini lupus"], có nghĩa là "Con người là lũ sói đối với nhau", ám chỉ cách nhìn xuyên suốt của nhân vật Thomas Cromwell trong suốt bộ tiểu thuyết.